# Jozef Adamec
Jozef Adamec   (Vrbové, 26 de febrer de 1942 - Trnava, 24 de desembre de 2018) va ser un futbolista eslovac de la dècada de 1960 i posteriorment entrenador.
Fou 44 cops internacional amb la selecció txecoslovaca amb la qual participà en la Copa del Món de Futbol de 1962 i a la Copa del Món de Futbol de 1970.
Pel que fa a clubs, defensà els colors de Spartak Trnava, Dukla Praga i Slovan Bratislava.

## Palmarès
Dukla Praga
- Lliga txecoslovaca de futbol
  - 1962, 1963

Spartak Trnava
- Lliga txecoslovaca de futbol
  - 1968, 1969, 1971, 1972, 1973
- Copa txecoslovaca de futbol
  - 1967, 1971, 1975
- Copa eslovaca de futbol
  - 1971, 1975
- Copa Mitropa
  - 1967